# Шанские княжества
Шанские княжества — конгломерат феодальных владений, существовавших в Средние века в северной части современной Мьянмы.
Шаны, завершив свою миграцию из Юго-Западного Китая на Индокитайский полуостров, во второй половине XIII века селились в северо-восточных и северо-западных горных районах Мьянмы, охватывая полукругом равнины верховьев рек Иравади, Салуин и Ситаун (то есть собственно Мьянму). Ещё во время существования Паганского царства они создали свои протогосударственные варварские объединения во главе с собуа (князьями), и стали совершать регулярные набеги на центральные районы страны, а также постепенно мигрировать к югу. Особенно активное продвижение шанов из своих феодализирующихся княжеств по периферии страны в собственно мьянманские районы произошло с началом в 1277 году монгольского вторжения, когда паганский царь Наратихапате не смогли противостоять внутренним конфликтам и сразу двум внешним силам.
После развала Паганского царства на бывшей его территории в первой половине XIV века возникли также основанные шанами царства Пинья и Сикайн, которые в своей междоусобной борьбе прибегали к помощи северных соотечественников, стоявших на более низкой ступени развития. В конечном итоге государственные структуры шанов Центральной Мьянмы были сметены шанской вольницей: в 1364 году шанские князья уничтожили Сикайн, а в 1368 — Пинью.
В XIV веке началась борьба шанов с постепенно объединяющим под своей властью территорию Центральной Мьянмы Авским государством. Так как Ава воевала ещё и с монским государством Хантавади, то часто она заключала союз с шанами против монов, и пропускала шанские войска через свою территорию.
В начале XV века монскому правителю Разадари удалось подкупом разрушить дружеские отношения авского двора с северными шанскими княжествами, и объединённые силы шанских князей напали на Аву и осадили столицу страны.
В начале XVI века конфедерация шанских княжеств, возглавляемая усилившимся княжеством Мохньин, усилило набеги на Авское государство. В 1524 году она захватила северо-восточную часть страны с городом Бамо, а затем его войска дошли до Таемьо и Пьи. В 1527 году шаны захватили, разгромили и сожгли город Ава; последний мьянманский правитель Авы, принимавший участие в битве, был убит на своём боевом слоне выстрелом из мушкета (считается, что это — первое упоминание об использовании огнестрельного оружия в Мьянме). Затем шаны обрушились на своего бывшего союзника — царство Пьи, полагая, что оно не оказало им достаточной помощи в войне с Авой, и в 1533 году разгромили его. После этого монньинский князь Саулон, возглавлявший конфедерацию, был убит своими министрами, и наступил политический вакуум.
Тем временем южная Мьянма начала объединяться под властью династии Таунгу. В 1555 году мьянманцы захватили Аву, а в последующих кампаниях продолжавшихся до 1569 года, были покорены большинство шанских княжеств вплоть до границ с Китаем и Сиамом. Шанские государственные образования были поставлены под мьянманский сюзеренитет, во всех крупных городах были поставлены мьянманские гарнизоны, князья стали приносить клятву верности мьянманскому монарху, уплачивать ежегодную дань, приходить в его армию со своими ополчениями, посылать дочерей в гарем, а сыновей — на службу во дворец.

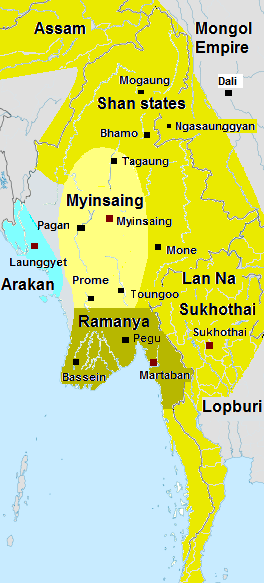
Мьянма в 1310 году
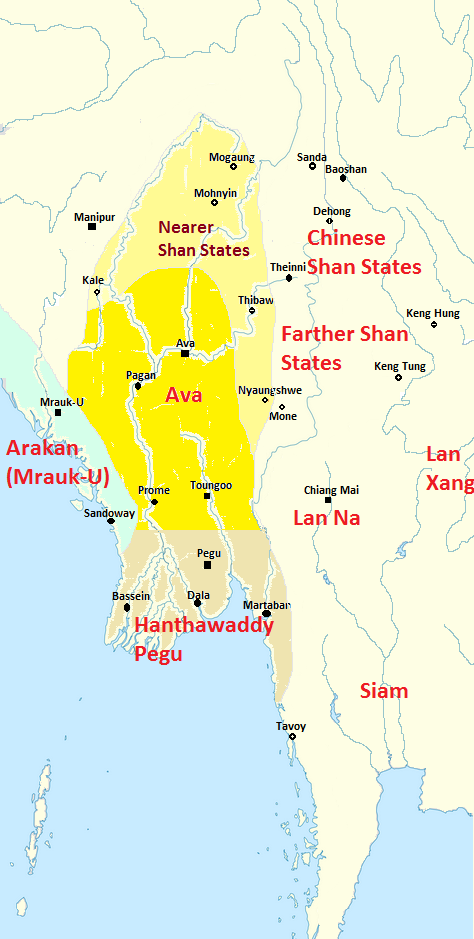
Мьянма в 1450 году